# La Grande-Fosse
La Grande-Fosse est une commune française située dans le département des Vosges, en région Grand Est.

## Géographie

### Situation
Limitrophe de l'Alsace, la commune a un relief particulièrement accidenté. Le centre occupe une colline à 620 mètres d'altitude, mais l'habitat est très dispersé. Son point culminant se trouve au lieu-dit du Servaumont à 820 mètres d'altitude.
C'est une des 201 communes du parc naturel régional des Ballons des Vosges réparties sur quatre départements : les Vosges, le Haut-Rhin, le Territoire de Belfort et la Haute-Saône.
Située à 16 km de Saint-Dié-des-Vosges, 14 km de Senones et 22 km de Raon-l'Etape, elle fait partie de l'ancienne zone d'urbanisation de l'aire urbaine de Saint-Dié-des-Vosges.

### Hydrographie et les eaux souterraines
Hydrogéologie et climatologie : Système d’information pour la gestion des eaux souterraines du bassin Rhin-Meuse :
Territoire communal : Occupation du sol (Corinne Land Cover); Cours d'eau (BD Carthage),
Géologie : Carte géologique; Coupes géologiques et techniques,
 Hydrogéologie : Masses d'eau souterraine; BD Lisa; Cartes piézométriques.
La commune est située dans le bassin versant du Rhin au sein du bassin Rhin-Meuse. Elle est drainée par le ruisseau de Ste-Catherine,.

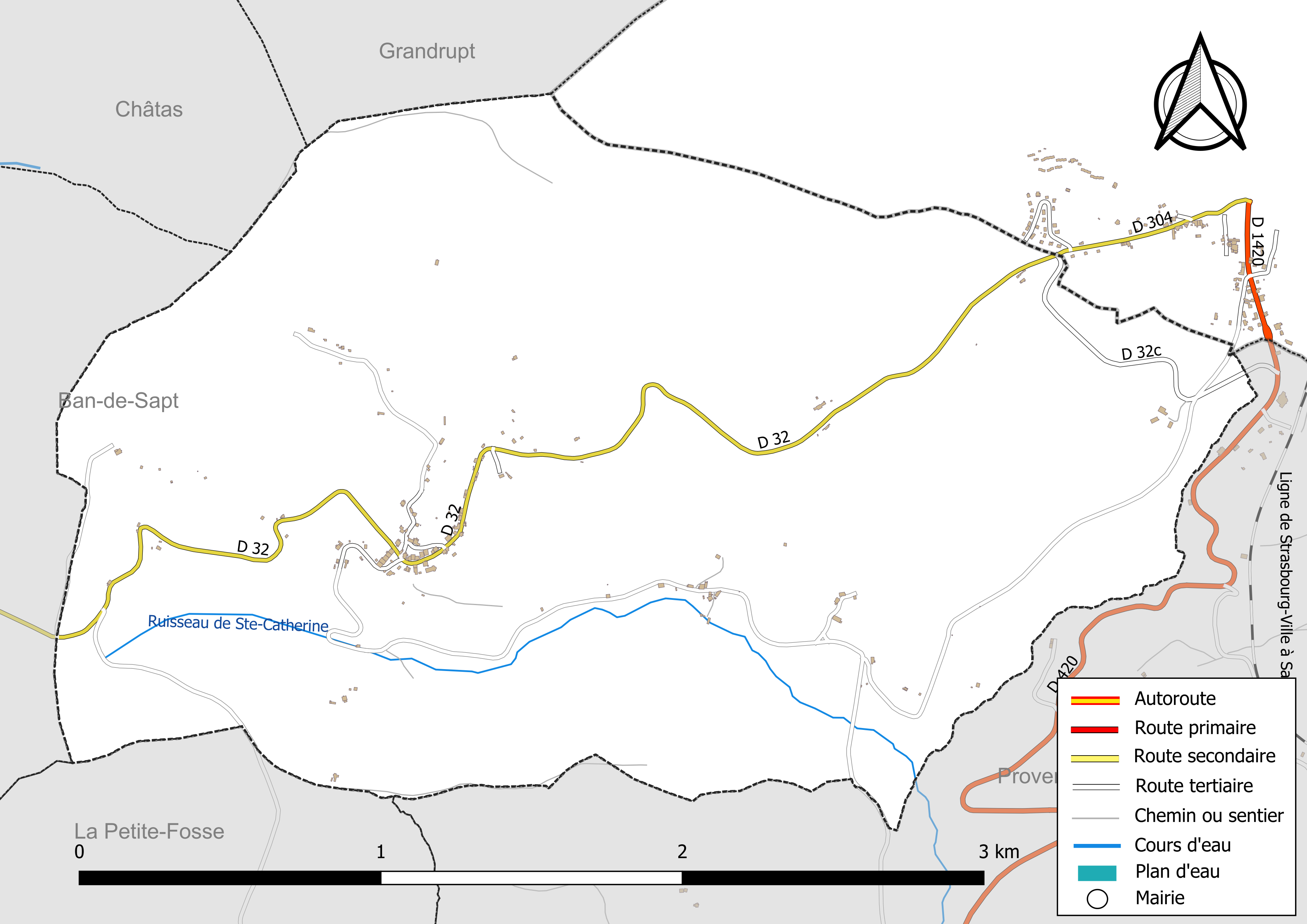
Réseaux hydrographique et routier de la Grande-Fosse.

La qualité des eaux de baignade et des cours d’eau peut être consultée sur un site dédié géré par les agences de l’eau et l’Agence française pour la biodiversité.

### Sismicité
Commune située dans une zone de sismicité modérée.

### Climat
Pour des articles plus généraux, voir Climat du Grand Est et Climat du département des Vosges.
En 2010, le climat de la commune est de type climat de montagne, selon une étude du Centre national de la recherche scientifique s'appuyant sur une série de données couvrant la période 1971-2000. En 2020, Météo-France publie une typologie des climats de la France métropolitaine dans laquelle la commune est exposée à un climat semi-continental et est dans la région climatique  Vosges, caractérisée par une pluviométrie très élevée (1 500 à 2 000 mm/an) en toutes saisons et un hiver rude (moins de 1 °C).
Pour la période 1971-2000, la température annuelle moyenne est de 8,8 °C, avec une amplitude thermique annuelle de 16,6 °C. Le cumul annuel moyen de précipitations est de 1 344 mm, avec 13,3 jours de précipitations en janvier et 11,1 jours en juillet. Pour la période 1991-2020, la température moyenne annuelle observée sur la station météorologique de Météo-France la plus proche, « Ban-de-Sapt », sur la commune de Ban-de-Sapt à 4 km à vol d'oiseau, est de 10,3 °C et le cumul annuel moyen de précipitations est de 1 027,3 mm. 
La température maximale relevée sur cette station est de 36,9 °C, atteinte le 7 août 2015 ; la température minimale est de −17 °C, atteinte le 19 décembre 2009,,.
Les paramètres climatiques de la commune ont été estimés pour le milieu du siècle (2041-2070) selon différents scénarios d'émission de gaz à effet de serre à partir des nouvelles projections climatiques de référence DRIAS-2020. Ils sont consultables sur un site dédié publié par Météo-France en novembre 2022.

## Urbanisme

### Typologie
Au 1er janvier 2024, La Grande-Fosse est catégorisée commune rurale à habitat dispersé, selon la nouvelle grille communale de densité à sept niveaux définie par l'Insee en 2022.
Elle est située hors unité urbaine et hors attraction des villes,.

### Occupation des sols
L'occupation des sols de la commune, telle qu'elle ressort de la base de données européenne d’occupation biophysique des sols Corine Land Cover (CLC), est marquée par l'importance des forêts et milieux semi-naturels (78,3 % en 2018), en diminution par rapport à 1990 (82 %). La répartition détaillée en 2018 est la suivante : 
forêts (78,3 %), prairies (21,6 %), zones urbanisées (0,1 %). L'évolution de l’occupation des sols de la commune et de ses infrastructures peut être observée sur les différentes représentations cartographiques du territoire : la carte de Cassini (XVIIIe siècle), la carte d'état-major (1820-1866) et les cartes ou photos aériennes de l'IGN pour la période actuelle (1950 à aujourd'hui).

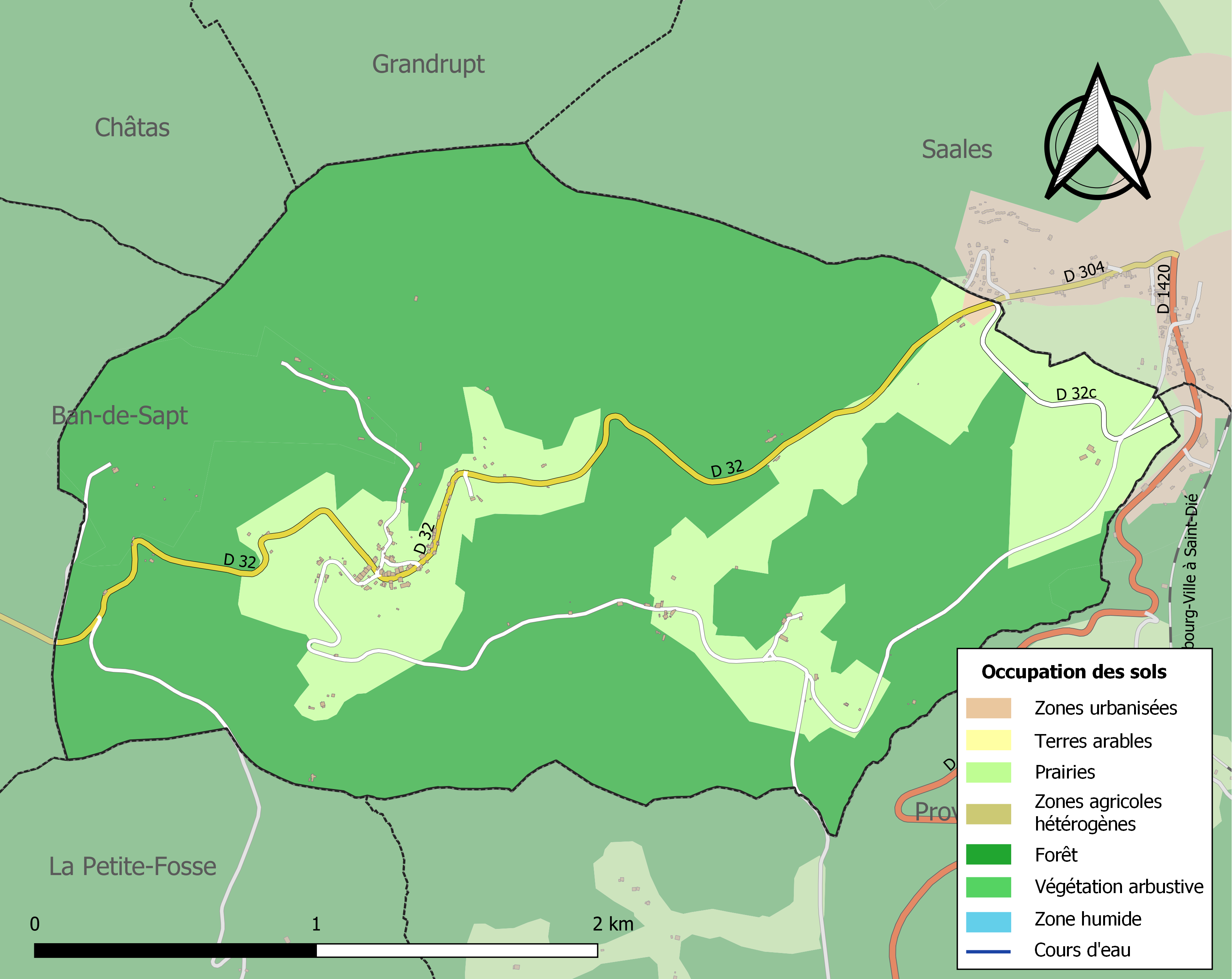
Carte des infrastructures et de l'occupation des sols de la commune en 2018 (CLC).

## Toponymie
Le nom de la localité est attesté sous les formes « Fossa quæ est in valle Sancti Deodati » (1172) ; Entre les II Foces (1309) ; De domo Magne Fosse (1313) ; La Grantfosse (1328) ; « On leu c’om dit la Grant Fosse, entre les bans de Cecez, de Saules et de Provenchieres » (1336) ; Villa de Grandifossa (1416) ; La Grande Fosse (1478) ; La Granfosse (1548) ; La Grainfosse (1554) ; Les deux Fosses (1656).

De l,oil, l,adjectif grande et fosse « creux en terre, mare ».
La Goutte-de-la-Leuche est la source et un ruisseau de La Grande-Fosse : Goutte est le nom le plus courant des sources et de bien des ruisseaux dans les Vosges.

## Histoire
Jouxtant la voie des Saulniers ou via salinatorum qui surgit derrière l'Ormont du plateau du Ban-de-Sapt et continue vers Saales et vers le Val de Villé en passant au nord du Climont, les hameaux de cette haute vallée semblent dès le Bas-Empire romain spécialisés dans l'entrepôt en grange et le transport des grains, surtout les blés locaux, avoine, seigle et orge, peut-être le froment. Un diverticule de la voie des Saulniers passant en ligne directe en surplomb de la vallée est à l'origine de la prospérité du secteur des services et du fort peuplement jusqu'en 1840.
- Des vignes en bas de la Bonne Fontaine sont attestées par des documents avant les refroidissements des décennies suivant 1550.
- À l'époque moderne, la petite mairie de Grande-Fosse appartient au bailliage de Saint-Dié. Les hameaux qui se situent sur l'actuel territoire communal dépendent de la paroisse de Provenchères, mais possèdent de prestigieuse hiérophanies, parmi lesquelles une chapelle dédiée à saint Gondelbert, lieu de pèlerinage jouxtant un établissement de bains chauds renommés au hameau de Bonne-Fontaine et une chapelle Saint-Antoine promue et rebâtie en église paroissiale du village en 1830.
- La commune de la Grande-Fosse du département des Vosges intègre le canton de Saales dès 1790. Elle fait partie des communes jouxtant la nouvelle frontière franco-allemande lors de l’annexion allemande en 1871. Le canton tronqué est administré à partir de Provenchères-sur-Fave.

## Politique et administration

### Liste des maires
| Période                                  | Période  | Identité   | Étiquette | Qualité |
| ---------------------------------------- | -------- | ---------- | --------- | ------- |
| Les données manquantes sont à compléter. |          |            |           |         |
| 2020                                     | En cours | Alain Haas |           |         |

## Finances locales

### Budget et fiscalité 2022

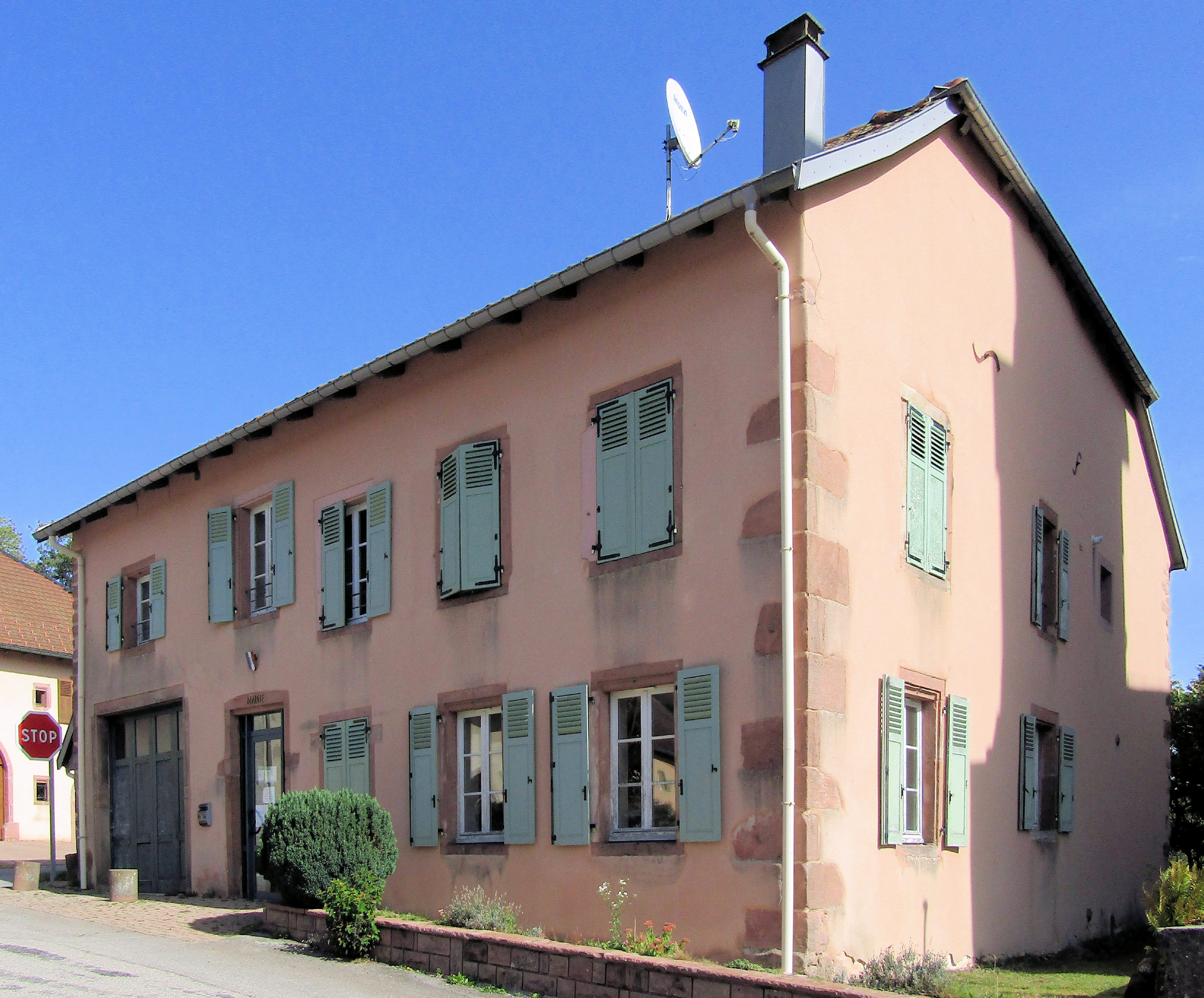
La mairie.

En 2022, le budget de la commune était constitué ainsi :
- total des produits de fonctionnement : 182 000 €, soit 1 348 € par habitant ;
- total des charges de fonctionnement : 140 000 €, soit 1 037 € par habitant ;
- total des ressources d’investissement : 1 000 €, soit 5 € par habitant ;
- total des emplois d’investissement : 41 000 €, soit 306 € par habitant ;
- endettement : 170 000 €, soit 1 258 € par habitant.

Avec les taux de fiscalité suivants :
- taxe d'habitation : 17,51 % ;
- taxe foncière sur le bâti : 34,44 % ;
- taxe foncière sur les propriétés non bâties : 19,56 % ;
- taxe additionnelle à la taxe foncière sur les propriétés non bâties : 0,00 % ;
- cotisation foncière des entreprises : 0,00 %.

Chiffres clés Revenus et pauvreté des ménages en 2021 : médiane en 2021 du revenu disponible, par unité de consommation : 20 250 €.

## Population et société

### Démographie

#### Évolution démographique
L'évolution du nombre d'habitants est connue à travers les recensements de la population effectués dans la commune depuis 1793. Pour les communes de moins de 10 000 habitants, une enquête de recensement portant sur toute la population est réalisée tous les cinq ans, les populations de référence des années intermédiaires étant quant à elles estimées par interpolation ou extrapolation. Pour la commune, le premier recensement exhaustif entrant dans le cadre du nouveau dispositif a été réalisé en 2007.

En 2022, la commune comptait 130 habitants, en évolution de +5,69 % par rapport à 2016 (Vosges : −2,96 %, France hors Mayotte : +2,11 %).
| 1793 | 1800 | 1806 | 1821 | 1831 | 1836 | 1841 | 1846 | 1856 |
| ---- | ---- | ---- | ---- | ---- | ---- | ---- | ---- | ---- |
| 367  | 429  | 496  | 622  | 664  | 723  | 701  | 724  | 638  |

| 1861 | 1866 | 1876 | 1881 | 1886 | 1891 | 1896 | 1901 | 1906 |
| ---- | ---- | ---- | ---- | ---- | ---- | ---- | ---- | ---- |
| 638  | 652  | 699  | 574  | 540  | 492  | 472  | 448  | 414  |

| 1911 | 1921 | 1926 | 1931 | 1936 | 1946 | 1954 | 1962 | 1968 |
| ---- | ---- | ---- | ---- | ---- | ---- | ---- | ---- | ---- |
| 363  | 330  | 325  | 302  | 296  | 234  | 237  | 180  | 121  |

| 1975 | 1982 | 1990 | 1999 | 2006 | 2007 | 2012 | 2017 | 2022 |
| ---- | ---- | ---- | ---- | ---- | ---- | ---- | ---- | ---- |
| 92   | 75   | 69   | 90   | 112  | 115  | 110  | 129  | 130  |

### Enseignement
Établissements d'enseignements :
- Écoles maternelles et primaires à Saales, Provenchères-et-Colroy, Ban-de-Sapt, Bourg-Bruche, Lusse.
- Collèges à Provenchères-et-Colroy, Senones, Saint-Dié-des-Vosges.
- Lycées à Saint-Dié-des-Vosges.

### Santé
Personnels et services de santé :
- Médecins à Saales, Saint-Dié-des-Vosges, Provenchères-et-Colroy.
- Pharmacies à Saales, Saint-Dié-des-Vosges.
- Hôpitaux à Senones, Saint-Dié-des-Vosges.

### Cultes
- Culte catholique, Paroisse de La-Sainte-Trinité[27], Diocèse de Saint-Dié.

## Économie

### Entreprises et commerces

#### Agriculture
- Sylviculture et autres activités forestières.
- Élevage d'ovins et de caprins.
- Élevage d'autres bovins et de buffles.

#### Tourisme
- Hébergements et restauration à Senones, Saint-Dié-des-Vosges, La Broque.

#### Commerces
- Commerces et services de proximité à Saales, Senones, Sainte-Marguerite, Bertrimoutier.

## Culture locale et patrimoine

### Lieux et monuments

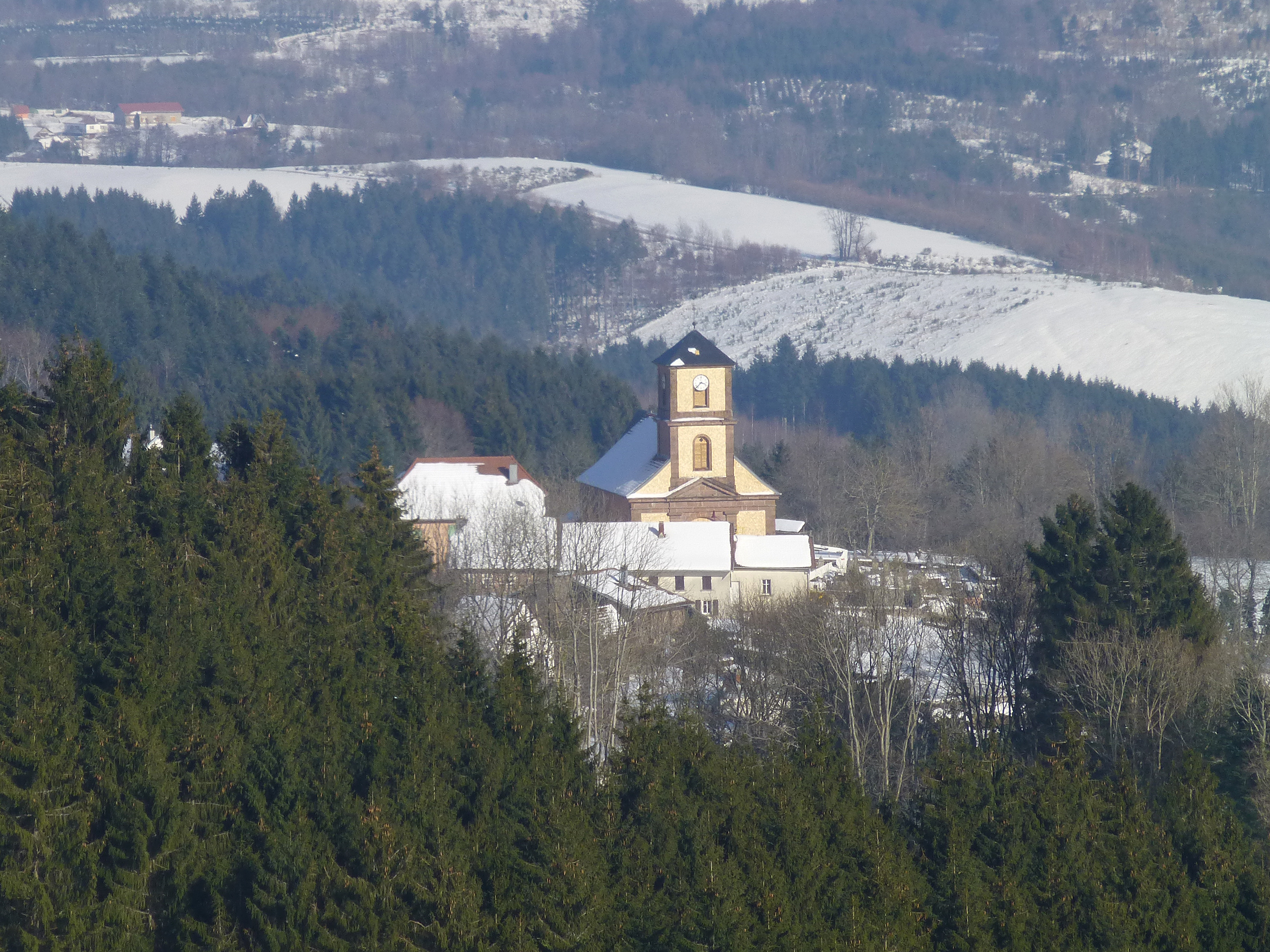
L'église Saint-Gondelbert dans le paysage.
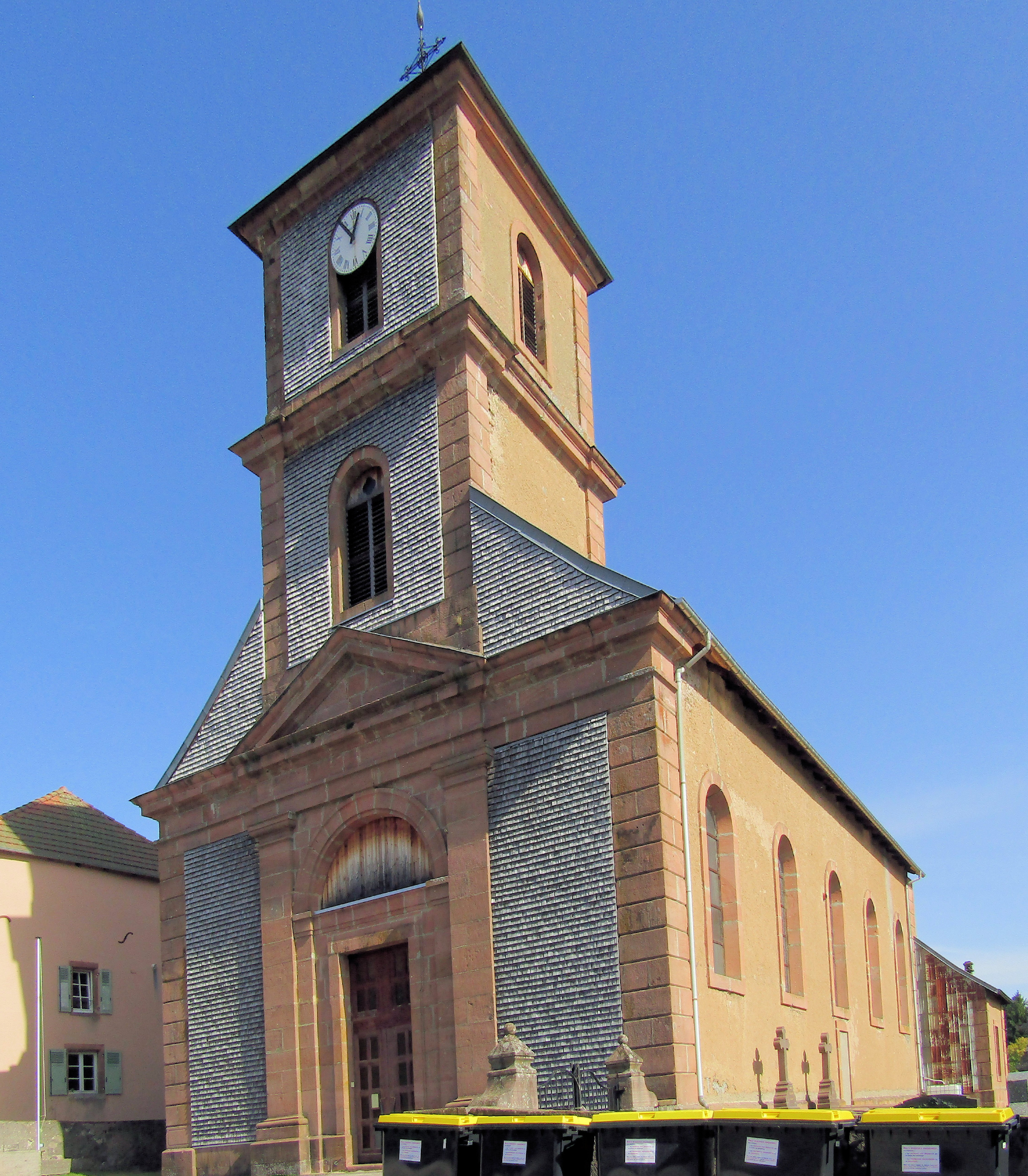
Église Saint-Gondelbert.
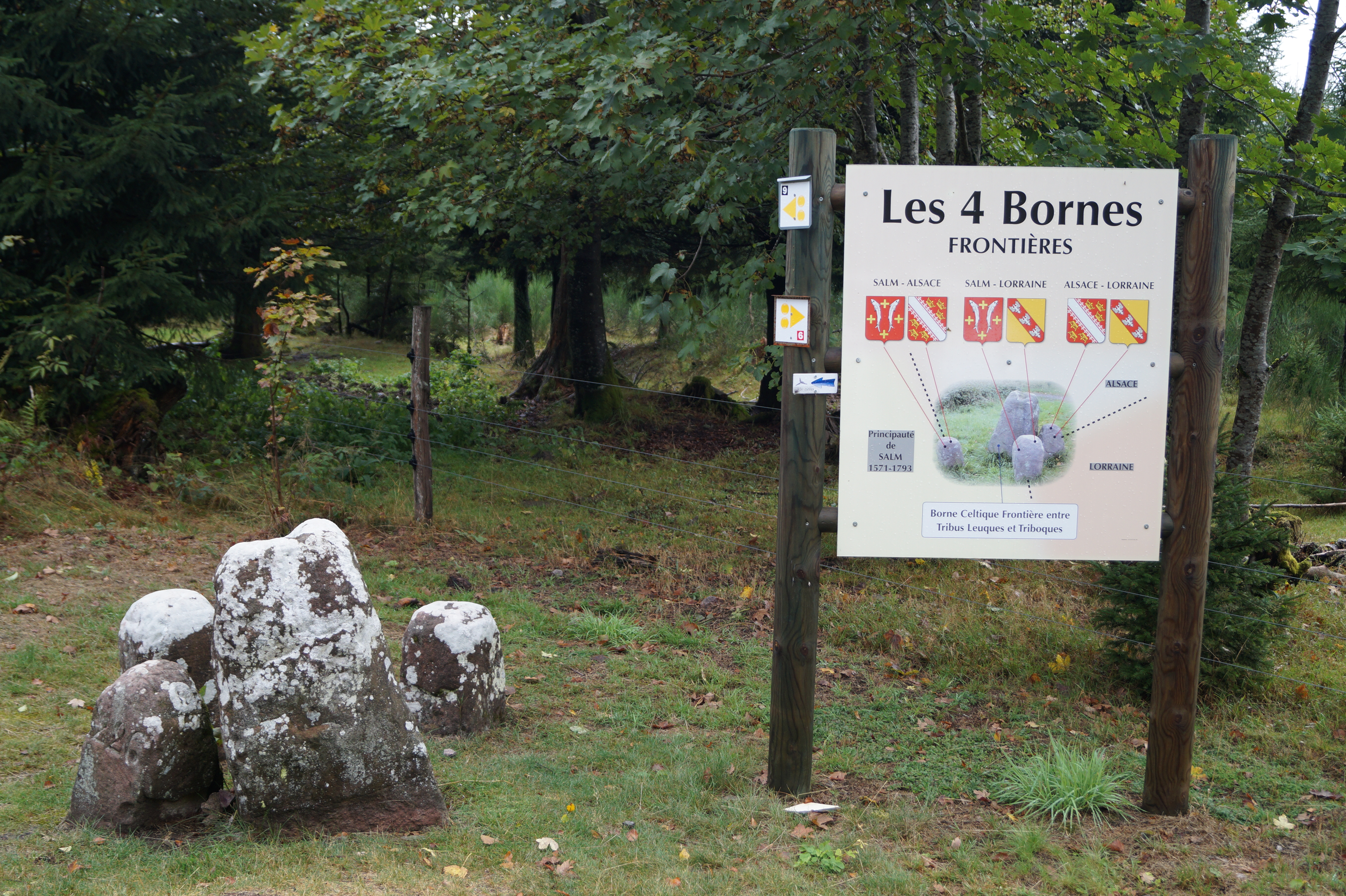
Les 4 Bornes frontières.
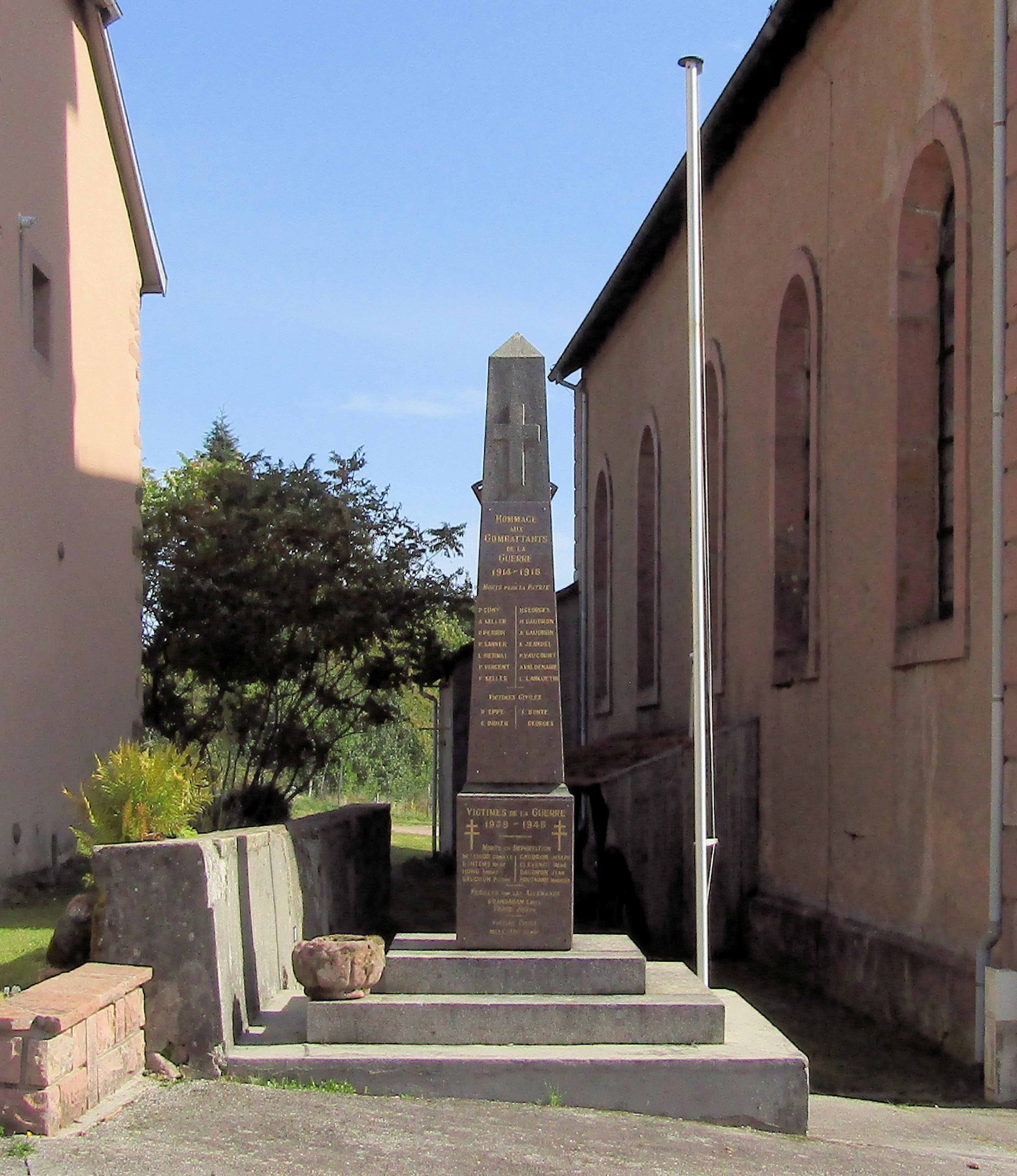
Monument aux morts.

Patrimoine religieux :
- Église Saint-Gondelbert[28],[29].

La toiture de l'église devant être refaite a été équipée de panneaux solaires photovoltaïques d'une surface totale de 195 m² pour une production supérieure à 20 000 kWh. Cette solution avait déjà été réalisée dans la commune pionnière de Schönau im Schwarzwald qui se trouve approximativement à la même latitude.
Cloches de l'église réalisées par Georges Farnier.
- Oratoire en forme de grotte, dédié à saint Gondelbert[32].
- Croix monumentale[33].
- Monuments commémoratifs[34],[35].

La commune a été décorée de la Croix de guerre 1914-1918.
Autres sites :
- Musée de la Figurine[37] (figurines et petits soldats en plastique, en plomb, en étain ou en bois).

Créé en 1989, le musée était ouvert chaque été du 1er week-end de mai au 1er octobre, les vendredis, samedis, dimanches et jours fériés mais maintenant fermer.

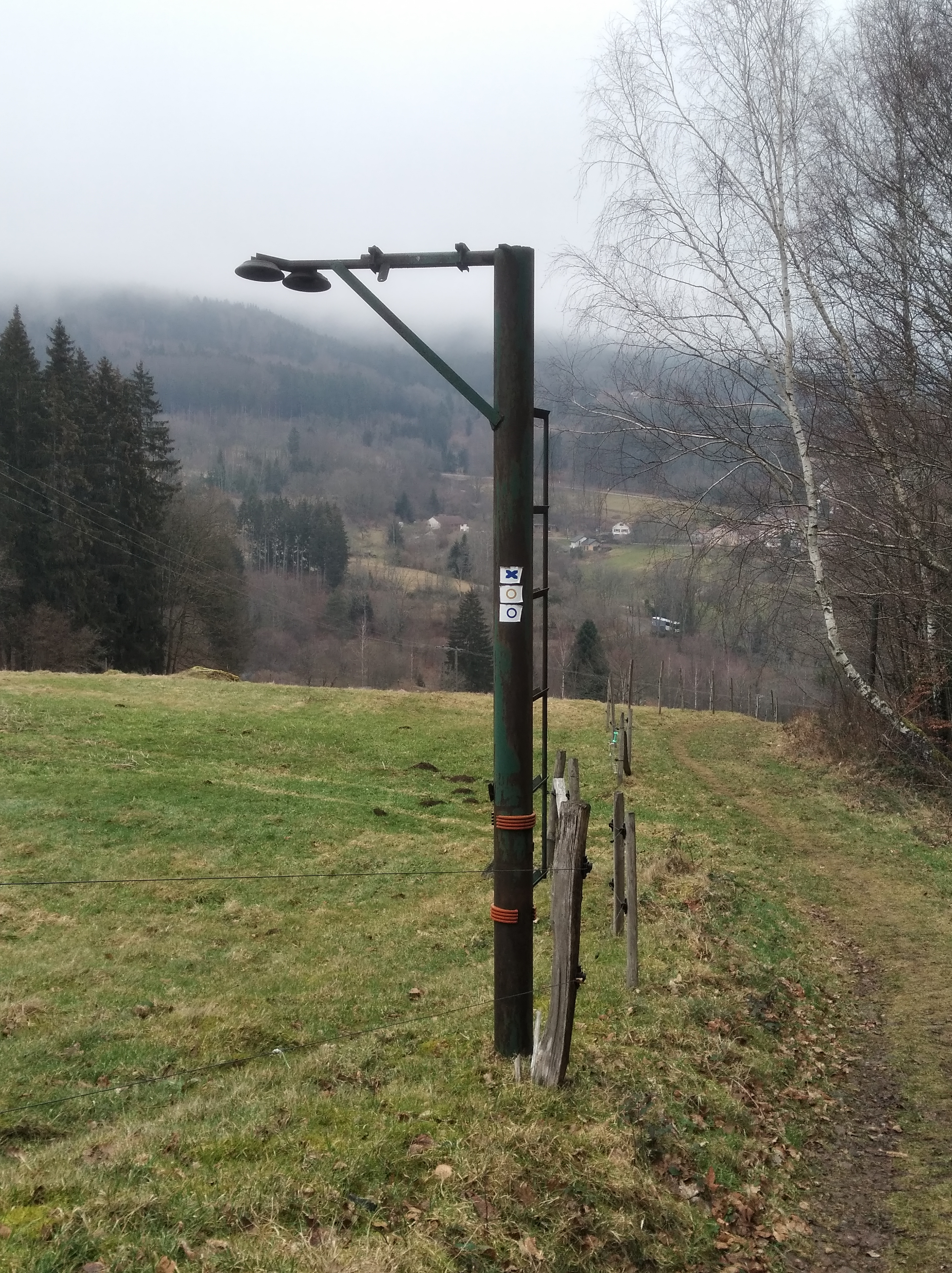
Dernier poteau de téléski.

- Ancienne station de ski à 680 m d'altitude, gérée par une association qui est actuellement orientée vers l'organisation de spectacles et de festivités[38].

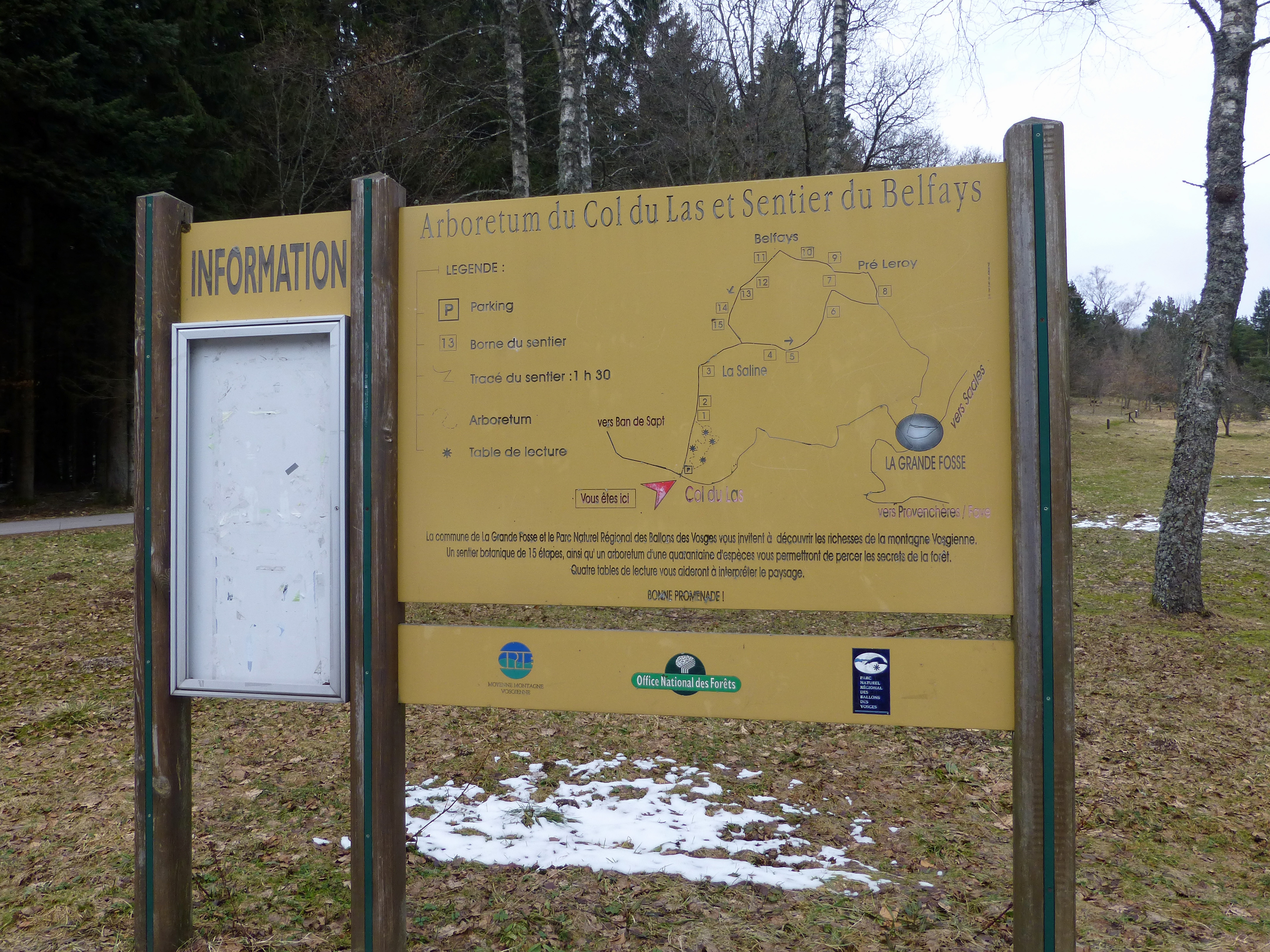
Arboretum du col du Las et sentier du Belfays.

- Arboretum du col du Las et sentier botanique du Belfays.
- Bornes frontalières d'Ancien Régime en série (série de 10)[39]

Groupe de quatre bornes frontalières dites "les Quatre-Bornes".
La plus grande d'entre elles, différente d'aspect et de forme pyramidale, pourrait être gallo-romaine, notamment à cause de sa proximité avec la Via Salinorum par laquelle transitait le sel vers les garnisons de soldats romains du limes.
- Ancien moulin à farine du Pré-Pommier[41].
- Éolienne du bois de Belfays.

## Pour approfondir